# John Jay
Acest articol se referă la Șeful Curții Supreme de Justiție a Statelor Unite ale Americii. Pentru nepotul acestuia, politician și avocat, vedeți John Jay (avocat).
John Jay (n. 12 decembrie 1745 – d. 17 mai 1829) a fost un politician, om de stat, revoluționar, diplomat și jurist american. Considerat ca unul din „părinții fondatori” ai Statelor Unite ale Americii, Jay a servit în Congresul Continental, fiind ales președinte al acestui prin for legislativ al noilor State Unite ale Americii în 1778. În timpul și după Revoluția Americană, a fost ambasador al celor 13 state în Spania și Franța, contribuind semnificativ la modelarea politicii externe a Statelor Unite, respectiv la asigurarea condițiilor favorabile de pace cu Regatul Unit și Franța. Este, de asemenea, cunoscut în calitate de coautor al Documentelor federale (în original, Federalist Papers) împreună cu Alexander Hamilton și James Madison. 
În cadrul Curții Supreme de Justiție a Statelor Unite ale Americii între 1789 și 1795, fiind numit de primul președinte american George Washington, exercita funcția de Chief Justice. În 1794, John Jay a negociat cu britanicii tratatul care a urmat să fie cunoscut ca Jay Treaty. Unul din liderii cei mai importanți ai Partidului Federalist, Jay era ales guvernator al statului New York, servind pentru o perioadă de șase ani, între 1795–1801. 
Jay era unul dintre cei mai vehemenți oponenți ai sclaviei și a comerțului cu sclavi din statul New York. Prima sa încercare de a avea o legislație care să interzică sclavia a fost respinsă în 1777, în timp ce o a doua a fost respinsă în 1785. A reușit însă să creeze legea de interzicere a sclaviei, să o treacă prin și să fie aprobată de adunarea legislativă statală în 1799 și apoi să semneze proiectul de lege ca lege, permanentizând astfel emanciparea sclavilor din statul New York. Jay a avut ocazia de a vedea ultimii sclavi eliberații cu puțin înaintea morții sale.